# کلیسای سنت سوفیا (نووگورود)
کلیسای سنت سوفیا یک کلیسای جامع ارتدکس روسی واقع در ولیکی نووگورود، روسیه می‌باشد. ساخت و ساز این ساختمان ۱۰۵۰ به پایان رسید.
امروزه، این کلیسا قدیمی‌ترین بنای تاریخی معماری اسلاو در روسیه است. ساختار و معماری منحصربه‌فرد کلیسای جامع سنت سوفیا در نووگورود که تفاوت‌های بسیاری با کلیساهای بیزانسی دارد، برای مدت‌ها الگویی برای معماری دیگر کلیساها در روسیه بود. یکی از انواع گنبدهای ارتدکس گنبد کلاه ایمنی نام دارد که گنبد کلیسای جامع سنت سوفیا در نووگورود نیز از این نوع است. امروزه تصاویر فرد کلیسای جامع سنت سوفیا در نووگورود را می‌توان بر روی اسکناس‌های پنج روبلی و ده روبلیِ فدراسیون روسیه مشاهده کرد.

## پیشینه
نووگورود به محض تأسیس در میانه‌های سده نهم در شمال غرب روسیه، به رقیبی برای مرکز سیاسی مهمِ منطقه در آن زمان، یعنی کی‌یف، تبدیل شد. این رقابت به ویژه در ساخت و ساز ساختمان‌های زیبا که نظیر آن‌ها در کی‌یف بسیارند، آشکار شده است. به این ترتیب هنگامی که معتقدان به مذهب ارتدکس، به افتخار سنت سوفیای مقدس کلیسای جامع بزرگ و باشکوهی بنا نهاده و آن را با موزاییک تزئین نمودند، بلافاصله در نووگورود نیز ساخت کلیسای جامعی به نام سنت سوفیا آغاز شد.